# Lake Orion
Lake Orion é uma aldeia localizada no estado americano de Michigan, no Condado de Oakland.

## Demografia
Segundo o censo americano de 2000, a sua população era de 2715 habitantes.
Em 2006, foi estimada uma população de 2753, um aumento de 38 (1.4%).

## Geografia
De acordo com o United States Census Bureau tem uma área de 3,4 km², dos quais 2,0 km² cobertos por terra e 1,4 km² cobertos por água. Lake Orion localiza-se a aproximadamente 300 m acima do nível do mar.

## Localidades na vizinhança
O diagrama seguinte representa as localidades num raio de 16 km ao redor de Lake Orion.